# Victoria Nuland
Victoria Jane Nuland (New York, 1º luglio 1961) è una diplomatica statunitense, sottosegretaria di Stato per gli affari politici dal 2021 al 2024 e vicesegretaria di Stato ad interim dal luglio 2023 al febbraio 2024 nell'amministrazione Biden.

## Biografia
È figlia di Sherwin B. Nuland, medico esperto di bioetica della Yale School of Medicine, discendente da una famiglia ebrea di nome Nudelman immigrata dalla Bessarabia, all'epoca parte della Russia. Victoria Nuland si è diplomata presso la Choate Rosemary Hall nel 1979, ottenendo poi un Bachelor of Arts dall'Università Brown. È sposata con lo storico e politologo Robert Kagan, figlio di Donald Kagan, lo storico della Grecia antica di Yale celebre per una monumentale opera sulla Guerra del Peloponneso. Madre di due figli, parla russo, francese e un po' di lingua cinese.
Victoria Nuland vanta una lunga carriera presso il Foreign Service, dove ha prestato servizio sotto amministrazioni sia democratiche sia repubblicane. Nella seconda metà degli anni ottanta ha prestato servizio a Guangzhou in Cina (1985-1986), negli uffici del Dipartimento di Stato per gli affari dell'Asia orientale e del Pacifico (1987), a Ulan Bator, in Mongolia, contribuisce ad aprire la prima ambasciata americane (1988) per poi prestare servizio presso il Soviet Desk (1988-90). Dal 1991 al 1993 si occupa di politica interna russa all'ambasciata americana di Mosca concentrandosi sui rapporti con il presidente Boris El'cin e il suo governo.
Durante l'amministrazione di Bill Clinton, dal 1993 al 1996, Nuland è stata capo dello staff del vicesegretario di Stato Strobe Talbott - lavorando tra le altre cose al disarmo nucleare di Ucraina, Kazakistan e Bielorussia, alla politica in Bosnia e Kosovo e all'intervento statunitense ad Haiti - prima di servire, dal 1997 al 1999, come direttore deputato ai rapporti con i Paesi ex sovietici venendo insignita della medaglia distinto servizio civile del segretario della difesa per il suo lavoro con i russi durante la campagna di bombardamento della NATO contro la Jugoslavia. Dal luglio del 2000 al luglio del 2003 è stata vice-rappresentante permanente degli USA presso la NATO a Bruxelles; tra le altre cose ha lavorato alla creazione del Consiglio NATO-Russia ricevendo il premio Superior Honor del Dipartimento di Stato per questo lavoro e la Croce al merito dal governo della Lituania. Durante l'amministrazione di George W. Bush, è stata la principale consigliera in materia di politica estera del vicepresidente Dick Cheney dal luglio del 2003 al maggio del 2005 e quindi ambasciatrice con la funzione di rappresentante permanente presso la NATO (United States Permanent Representative to NATO) dal 2005 fino al 2008.
Durante l'amministrazione di Barack Obama, dal 2010 al 2011, è stata inviata speciale per il trattato sulle forze armate convenzionali in Europa, prima di assumere, nell'estate del 2011, l'incarico di portavoce del Dipartimento di Stato guidato da Hilary Clinton, da lei tenuto fino a febbraio 2013. Dopo quest'ultimo incarico, nel maggio 2013 è stata scelta per la posizione di Assistant Secretary of State for European and Eurasian Affairs sotto il Segretario John Kerry prestando giuramento nel mese di settembre.. Nel novembre dello stesso anno viene fotografata durante le proteste di piazza Maidan insieme al futuro primo ministro dell'Ucraina Arsenij Jacenjuk, al senatore John McCain, all'ex pugile Vitali Klitschko e a Oleh Tjahnybok, figure molto attive nella svolta politica del Paese.

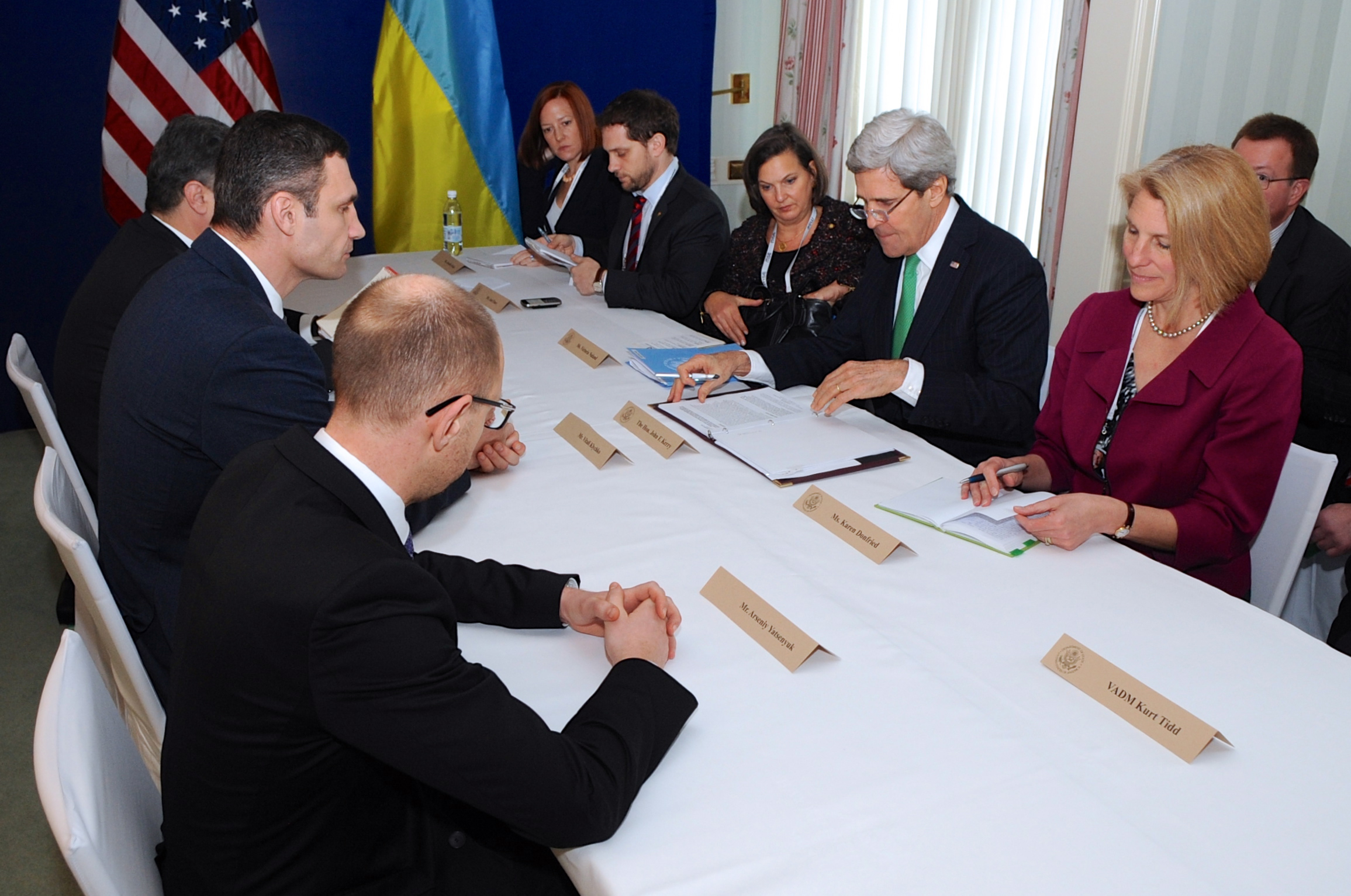
Victoria Nuland e John Kerry con i leader dell'opposizione ucraina Petro Poroshenko, Arseniy Yatsenyuk e Vitali Klitschko il 1º febbraio 2014

Nel 2014 ha ricevuto un incarico diplomatico in Ucraina, nel tentativo di realizzare un piano per dirimere la crisi politica e civile che ha colpito la nazione nel 2013. Il piano di uscita dalla crisi, secondo gli auspici del governo americano, d'intesa con l'ONU, dovrebbe raccogliere il consenso delle istituzioni politiche ucraine e dei protestanti scesi in piazza, e quello della Russia di Vladimir Putin nella cui orbita si è avvicinata la politica nazionale del presidente Viktor Janukovyč.
Nuland ha lasciato il Dipartimento di Stato nel gennaio 2017, come molti alti funzionari di carriera che se ne sono andati nei primi giorni dell'amministrazione di Donald Trump. Dall'aprile 2019 presta servizio come borsista non residente nel programma di politica estera presso la Brookings Institution e come consigliera senior presso l'Albright Stonebridge Group. 
Dal 3 maggio 2021 è sottosegretaria di Stato per gli affari politici dell'amministrazione Biden nonché vicesegretaria di Stato ad interim del segretario Antony Blinken.
Il 5 marzo 2024 Nuland ha annunciato le sue dimissioni e il ritiro dalla vita politica. Poche settimane prima il posto di vicesegretaria di Stato, che Nuland ricopriva ad interim dopo le dimissioni di Wendy Sherman, era stato assegnato a Kurt M. Campbell.
La Nuland ha prestato servizio con cinque presidenti e undici segretari di Stato nei suoi 32 anni di attività diplomatica.

## Controversie
Il 4 febbraio 2014 fu pubblicata su YouTube la registrazione di una telefonata tra Victoria Nuland e l'ambasciatore statunitense in Ucraina, Geoffrey Pyatt, avvenuta il 28 gennaio 2014. Nel corso della loro conversazione telefonica, la Nuland comunicò a Pyatt che, dopo aver esaminato i tre candidati dell'opposizione alla carica di primo ministro dell'Ucraina, il Dipartimento di Stato USA aveva individuato Arsenij Jacenjuk. Dichiarò inoltre: "Penso che Yats sia l'uomo che ha l'esperienza economica e di governo. Ha bisogno di Klyčko e Tjahnybok all'esterno. Deve parlare con loro quattro volte alla settimana". Pyatt chiese: "Vuole che organizziamo una telefonata con lui come prossimo passo?". Nuland disse a Pyatt che il prossimo passo avrebbe dovuto essere organizzare una conversazione telefonica tra lei e i tre candidati ucraini, a cui avrebbe potuto partecipare anche Pyatt. Pyatt si disse d'accordo: "Penso che rivolgersi direttamente a lui aiuti a gestire la personalità dei tre e dia anche la possibilità di muoversi rapidamente su queste cose e di metterci dietro di lui".
Generò imbarazzo diplomatico l'esclamazione della Nuland "fuck EU" (lett. "che si fotta l'Unione europea") per manifestare l'intenzione americana di tenere ai margini l'Unione europea nella ricerca di una soluzione alla crisi ucraina poiché l’ambasciatore le aveva fatto presente che, con la caduta di Viktor Janukovyč la UE avrebbe insistito per un ruolo di primo ministro all’ex pugile Vitalij Klyčko, sostenuto in primis dalla Germania. Secondo John Mearsheimer, con questa telefonata la "Nuland aveva sostenuto un cambio di regime e voleva che il politico ucraino Arsenij Jacenjuk diventasse primo ministro nel nuovo governo, cosa che poi è avvenuta".